# Liste von Geologen
Die Liste von Geologen enthält ein alphabetisch geordnetes Verzeichnis berühmter oder herausragender Geologen oder Geowissenschaftler. Viele darunter haben Auszeichnungen wie die Gustav-Steinmann-Medaille, die Penrose-Medaille oder die Wollaston-Medaille erhalten oder wurden in Gelehrtengesellschaften wie die National Academy of Sciences oder die Royal Society aufgenommen.
Die Geowissenschaften umfassen folgende Teildisziplinen: Geochemie, Geophysik, Geomorphologie, Glaziologie, Hydrologie, Hydrogeologie, Ozeanographie, Mineralogie, Petrologie, Kristallographie, Paläontologie, Paläobotanik, Paläoklimatologie, Palynologie, Sedimentologie, Bodenkunde, Stratigraphie und Vulkanologie.
Die aufgeführte Persönlichkeit ist Geologe/Geologin falls kein anderes Spezialgebiet angegeben wird.
Die Liste erhebt keinen Anspruch auf Vollständigkeit.

## A

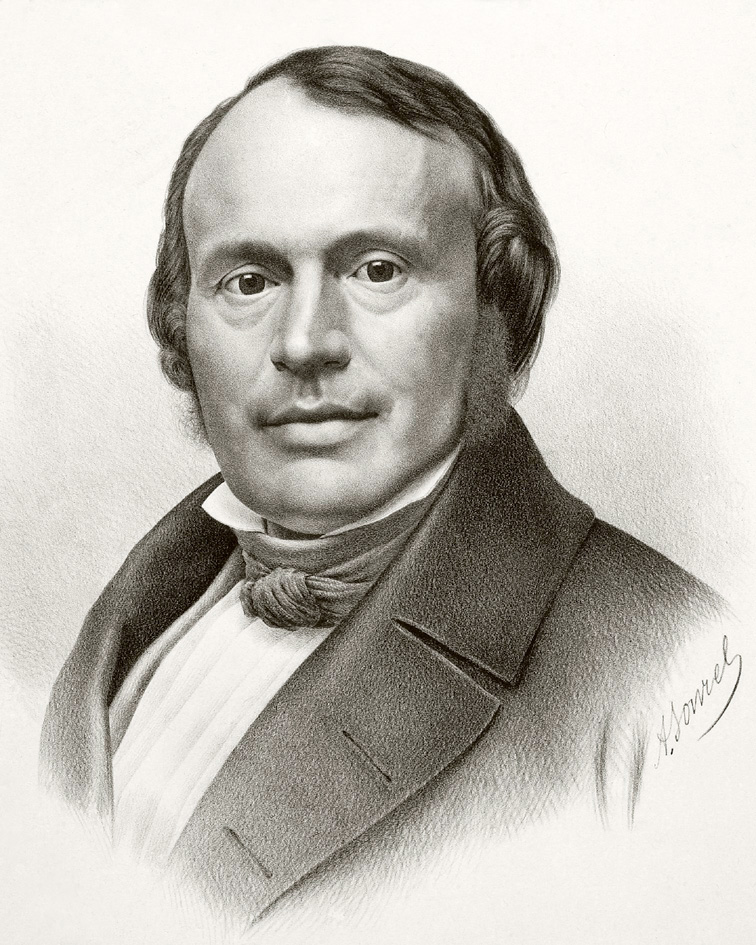
Louis Agassiz

- Hermann von Abich (1806–1886), deutscher Mineraloge
- Louis Agassiz (1807–1873), schweizerischer/amerikanischer Geologe, Forschungsarbeiten über Eiszeiten, Gletscher und Lake Agassiz
- Georgius Agricola (Georg Bauer) (1494–1555), deutscher Naturforscher und «Vater der Mineralogie», Autor von De re metallica
- George Biddell Airy (1801–1892), englischer Mathematiker und Astronom, geophysikalische Studien (bestimmte die mittlere Dichte der Erde, Prinzip der Isostasie)
- Friedrich von Alberti (1795–1878), deutscher Geologe, definierte die Trias
- Albertus Magnus (um 1200–1280), Universalgelehrter, schrieb die Abhandlung über Mineralien De minerabilibus
- Claude Allègre (1937–2025), französischer Geochemiker, Träger mehrerer Auszeichnungen
- Fernando Flávio Marques de Almeida (1916–2013), bedeutende Forschungsarbeiten zur Geologie Südamerikas
- Walter Alvarez (* 1940), USA, Autor von T. Rex and the Crater of Doom
- Otto Ampferer (1875–1947), österreichischer Tektoniker, schuf die Unterströmungstheorie
- Roy Chapman Andrews (1884–1960), US-amerikanischer Entdeckungsreisender und Naturforscher, Dinosaurier der Mongolei
- Mary Anning (1799–1847), englische Pionierin im Sammeln von Fossilien
- Adolphe d’Archiac (1802–1868), französischer Paläontologe, ausgezeichnet mit der Wollaston-Medaille
- Giovanni Arduino (1714–1795), Italiener, Erstdefinition der geologischen Zeitskala
- Émile Argand (1879–1940), schweizerischer Tektoniker, bedeutende Arbeiten über den Bau der Alpen und die Geologie Asiens
- Richard Lee Armstrong (1937–1991), US-amerikanischer/kanadischer Geochemiker
- Tanya Atwater (* 1942), Kalifornien, USA, Geophysikerin, Meeresgeologin, Spezialistin für Plattentektonik
- Avicenna (Abū Alī al-Husayn ibn Abdullāh ibn Sīnā) (980–1037), persischer Philosoph und Gelehrter, schrieb ein Buch über die Entstehung der Gesteine

## B

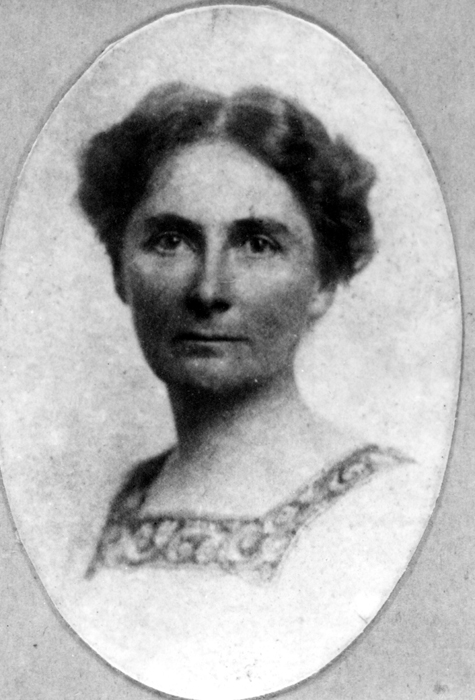
Florence Bascom, 1893

- Ralph Alger Bagnold (1896–1990), britischer Ingenieur und Geomorphologe, Pionier der Wüstenforschung
- Andrew Geddes Bain (1797–1864), Südafrikaner, erstellte die erste detaillierte geologische Karte von Südafrika
- Robert Bakewell (1767–1843), England, Verfasser früher Lehrbücher der Geologie und Mineralogie
- Anthony R. Barringer (1925–2009), kanadischer/US-amerikanischer Geophysiker und Erfinder
- Thomas F. W. Barth (1899–1971), norwegischer Mineraloge, Petrologe und Geochemiker, bedeutende Arbeiten über Feldspate, schrieb ein Lehrbuch der Petrologie
- Florence Bascom (1862–1945), USA, erste Geologin beim US Geological Survey
- Élie de Beaumont (1798–1874), französischer Geologe. Geologische Karte Frankreichs.
- Sir Henry Thomas de la Bèche (1796–1855), englischer Geologe, Studien in Jamaika, erster Direktor des British Geological Survey, genaue geologische Erforschung Englands
- Johann Joachim Becher (1635–1682), deutscher Alchemist und Universalgelehrter, Darstellung von Koks und Teer aus Steinkohlen
- Richard Beck (1858–1919), deutscher Geologe, Professor an der Bergakademie Freiberg, Rektor von 1911 bis 1913
- Robert Bell (1841–1917), gilt als Kanadas bedeutendster Explorator
- Walter A. Bell (1889–1969), kanadischer Paläobotaniker und Stratigraph
- Wladimir Wladimirowitsch Beloussow (1907–1990), sowjetischer Geologe, konsequenter Vertreter des Fixismus
- Etheldred Benett (1776–1845), englische Paläontologin
- Torbern Olof Bergman (1735–1784), schwedischer Chemiker und Mineraloge, Arbeiten zur Mineralanalyse, Einteilung der Gesteine
- Marcel Alexandre Bertrand (1847–1907), französischer Geologe, bedeutende Beiträge zur Entwicklung der Deckentheorie
- Pierre Berthier (1782–1861), französischer Geologe, entdeckte die Eigenschaften des Bauxits
- Heinrich Ernst Beyrich (1815–1896), deutscher Geologe und Paläontologe, Gründungsmitglied der Deutschen Geologischen Gesellschaft, errichtete das Oligozän
- Max Blanckenhorn (1861–1947), deutscher Geologe, gilt als Vater der ägyptischen Geologie
- Norman L. Bowen (1887–1956), Kanada, Pionier der experimentellen Petrologie
- Scipione Breislak (1750–1826), italienischer Mineraloge und Geologe (deutscher Herkunft), Pionier in der Probennahme vulkanischer Gase
- J Harlen Bretz (1882–1981), USA, konnte die Entstehung der Channeled Scablands aufklären
- Roland Brinkmann (1898–1995), deutscher Geologe
- Wallace S. Broecker (1931–2019), US-amerikanischer Paläoklimatologe und chemischer Ozeanograph
- Waldemar Christofer Brøgger (1851–1940), norwegischer Geologe und Mineraloge, Arbeiten im Oslo-Graben, Differenzierung magmatischer Gesteine
- Alexandre Brongniart (1770–1847), französischer Mineraloge und Geologe, Arbeiten über das Pariser Becken und den Schweizer Jura
- Robert Broom (1866–1951), südafrikanischer Paläontologe, Entdecker von Australopithecinen
- Barnum Brown (1873–1963), USA, berühmter Sammler von Dinosauriern und Amateurpaläontologe
- Serge von Bubnoff (1888–1957), deutscher Geologe, Professor in Greifswald und Berlin
- Christian Leopold von Buch (1774–1853), deutscher Geologe und Paläontologe, definierte den Jura
- William Buckland (1784–1856), englischer Geologe und Mineraloge, verfasste die erste vollständige Abhandlung über einen fossilen Dinosaurier
- Georges-Louis Leclerc de Buffon (1707–1788), französischer Naturforscher und Botaniker, Théorie de la terre, monumentale Naturgeschichte
- Edward C. Bullard (1907–1980), englischer Kernphysiker und Geophysiker, bedeutende Arbeiten zur Theorie des Geodynamo, demonstrierte das gute Aneinanderpassen der Kontinentalschelfe
- Kurd von Bülow (1899–1971), deutscher Geologe
- Robert Wilhelm Bunsen (1811–1899), deutscher Chemiker, befasste sich im Alter mit geologischen Fragen (Magmenentstehung)
- B. Clark Burchfiel (1934–2024), USA, Strukturgeologe des MIT, untersucht u. a. das Tibetische Plateau

## C

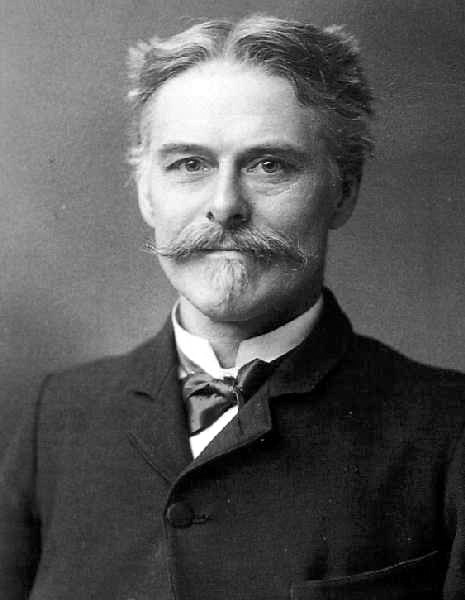
Edward Drinker Cope

- Colin J. Campbell (1931–2022), britischer Erdölgeologe, Theoretiker des globalen Ölfördermaximums
- Samuel Warren Carey (1911–2002), australischer Geologe, entwickelte die Expansionstheorie
- Thomas Chrowder Chamberlin (1843–1928), US-amerikanischer Geologe, Gründer des Journal of Geology, Planetesimaltheorie, «Pulsationstheorie» zur Erklärung orogener Zyklen
- Alexandre-Emile Béguyer de Chancourtois (1819–1886), Frankreich, Geologe und Mineraloge
- Johann von Charpentier (1786–1855), deutsch-schweizerischer Geologe und Glaziologe, wichtige Arbeiten zur pleistozänen Vergletscherung der Alpen
- Thomas H. Clark (1893–1996), Kanada, Mitverfasser von The Geological Evolution of North America (1960)
- William Branwhite Clarke (1798–1878), britischer Geistlicher und Geologe, gilt als Vater der Geologie in Australien
- Hans Cloos (1885–1951), berühmter deutscher Tektoniker
- Simon Conway Morris (* 1951), Paläontologe und Schriftsteller
- William Daniel Conybeare (1787–1857), England, Autor von Outlines of the Geology of England and Wales (1822), errichtete das Karbon
- Isabel Clifton Cookson (1893–1973), australische Paläobotanikerin und Palynologin, eine botanische Auszeichnung trägt ihren Namen
- Edward Drinker Cope (1840–1897), USA, Pionier der Dinosaurierpaläontologie, Kontrahent der Bone Wars
- Louis Cordier (1777–1861), französischer Bergbauingenieur, erste Messung der Temperaturzunahme mit der Tiefe
- Bernhard von Cotta (1808–1879), deutscher Geologe und Bergbau-Wissenschaftler, vollendete die geologische Karte Sachsens, Beiträge zur Entstehung von Granit und Erzgängen
- Vincent Courtillot (* 1948), französischer Geophysiker.
- James Croll (1821–1890), schottischer Autodidakt und Naturforscher, erkannte den Zusammenhang Eiszeiten-Erdorbit
- Georges Cuvier (1769–1832), Frankreich, Befürworter des Katastrophismus

## D

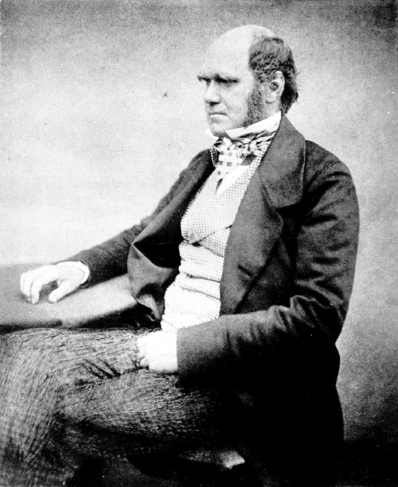
Charles Darwin, zirka 1860

- G. Brent Dalrymple (* 1937), US-amerikanischer Geophysiker, Autor von The Age of the Earth (1991)
- Reginald Aldworth Daly (1871–1957), kanadischer Geologe, Theorie magmatischer Gesteine, Kollisionstheorie der Entstehung des Mondes
- James Dwight Dana (1813–1895), USA, Verfasser des System of Mineralogy (1837)
- Charles Darwin (1809–1882), britischer Naturforscher, Autor von On the Origin of Species, Theorie über die Entstehung von Korallenriffen
- William Morris Davis (1850–1934), US-amerikanischer Ingenieur und Naturwissenschaftler, bedeutende Arbeiten zur Geomorphologie von Flüssen
- George Mercer Dawson (1849–1901), Kanada, geologische Ersterforschung des Yukon
- John William Dawson (1820–1899), Kanada, geologische Ersterkundung Akadiens
- Gérard Paul Deshayes (1795–1875), französischer Paläontologe, Leiter des Naturkundemuseums in Paris, Gliederung des Tertiärs
- René Descartes (1596–1650), französischer Philosoph, Mathematiker und Naturwissenschaftler, Theorie der Erdentwicklung
- Nicolas Desmarest (1725–1815), Frankreich, Pionier der Vulkanologie
- William R. Dickinson (1931–2015), Arizona, USA, Plattentektonik, Colorado-Plateau
- Robert S. Dietz (1914–1995), USA, Pionier der Ozeanbodenspreizung
- Ignacio Domeyko (1802–1889), chilenischer Geologe und Mineraloge polnischer Abstammung; Autor zahlreicher Werke zur Geologie und Mineralogie Chiles
- Paul Dorn (1901–1959), Verfasser der Geologie Mitteleuropas
- Aleksis Dreimanis (1914–2011), Lettland und Kanada, Quartärgeologe, Träger mehrerer Auszeichnungen
- Alexander Du Toit (1878–1948), südafrikanischer Geologe, Unterstützer der Kontinentaldrift, vergleichende Studien über Südafrika-Südamerika
- Clarence Edward Dutton (1841–1912), USA, Autor von Tertiary History of the Grand Canyon District, führte den Begriff der Isostasie ein

## E

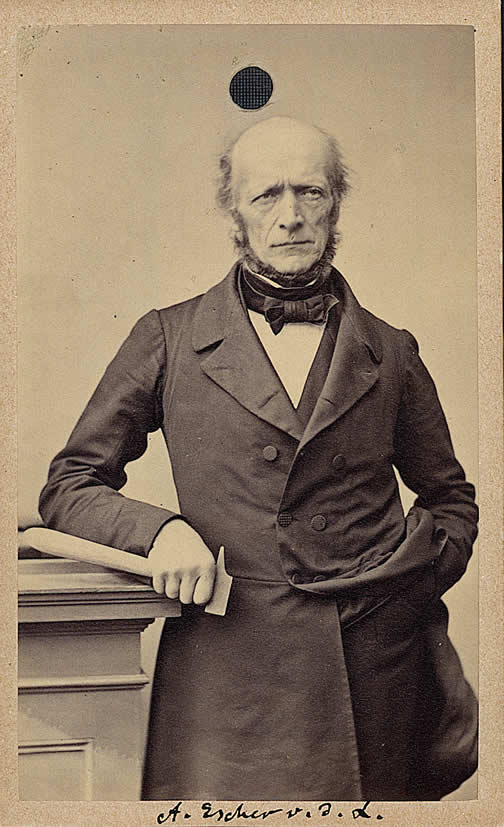
Arnold Escher von der Linth

- László Egyed (1914–1970), ungarischer Geophysiker, Begründer der Expansionstheorie der Erde
- Niles Eldredge (* 1943), US-amerikanischer Paläontologe; Theorie des Punktualismus
- Jean-Baptiste Léonce Élie de Beaumont (1798–1874), Frankreich, erstellte die erste geologische Karte Frankreichs
- W. Gary Ernst (* 1931), USA, Petrologe und Geochemiker der Stanford University
- Arnold Escher von der Linth (1807–1872), schweizerischer Geologe, erkannte die Glarner Überschiebung
- Robert Etheridge junior (1847–1920), australischer (gebürtiger Engländer) Paläontologe, langjähriger Kurator des Australian Museum
- James Alfred Ewing (1855–1935), schottischer Physiker und Ingenieur, Erdbebenforschung, entwickelte Seismographen
- Maurice Ewing (1906–1974), USA, bahnbrechende Neuerungen in der Geophysik und in der Ozeanographie

## F

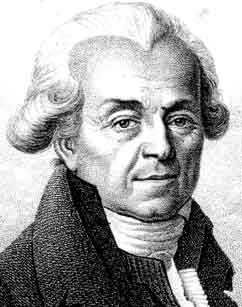
Barthélemy Faujas de Saint-Fond

- Paul Fallot (1889–1960), französischer Geologe und Paläontologe, Träger der Leopold-von-Buch-Plakette
- Barthélemy Faujas de Saint-Fond (1741–1819), Frankreich, Pionier auf dem Gebiet der Vulkanologie
- William George Fearnsides (1879–1968), britischer Wirtschaftsgeologe und Tektoniker, ausgedehnte Studien im Karbon und im Paläozoikum Großbritanniens
- Konstantin Matwejewitsch Feofilaktow (1818–1901), russischer Geologe, erforschte die Geologie der Ukraine
- Alexander Jewgenjewitsch Fersman (1883–1945), russisch-sowjetischer Mineraloge, Geochemiker und Kristallograph
- Osmond Fisher (1817–1914), britischer Geistlicher und Geophysiker, postulierte Konvektionsströmungen
- Robert L. Folk (1925–2018), US-amerikanischer Geologe und Sedimentpetrologe, schuf die Folk-Klassifikation für Karbonatgesteine, Verfasser des Standardwerkes Petrology of Sedimentary Rocks
- Richard Fortey (1946–2025), England, Trilobitenpaläontologe, Schriftsteller
- Wolfgang Franke (* 1947), deutscher Geologe, bekannt durch seine Bearbeitung der Varisziden
- Gerald M. Friedman (1921–2011), deutscher/US-amerikanischer Geologe und Sedimentologe, bedeutende Arbeiten über Karbonatgesteine, Mitverfasser von Principles of Sedimentology
- Georg Christian Füchsel (1722–1773), deutscher Geologe, Verfechter des Aktualismus und einer der Begründer der Stratigraphie, zeichnete 1762 die erste geologische Karte in Deutschland (Thüringen)
- William Sefton Fyfe (1927–2013, Neuseeland), Kanada, Geochemiker

## G

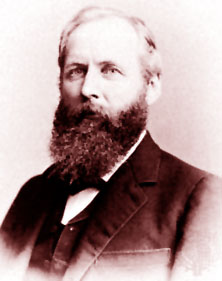
Grove Karl Gilbert

- Robert Minard Garrels (1916–1988), US-amerikanischer Geochemiker, revolutionierte die Nass-Geochemie
- Gerard Jakob De Geer (1858–1943), schwedischer Geologe, datierte mit der Warventonmethode den Eisrückzug in Skandinavien
- Sir Archibald Geikie (1835–1924), britischer Geologe
- James Geikie (1839–1915), britischer Geologe, Bruder von Archibald Geikie und bekannt für seine Eiszeitforschungen
- Conrad Gessner (1516–1565), schweizerischer Arzt und Naturforscher, schrieb eine Abhandlung über Mineralien
- Grove Karl Gilbert (1843–1918), USA, einflussreicher Geologe des amerikanischen Westens
- James Edward Gill (1901–1980), Kanada, Professor an der McGill University, Explorateur
- Friedrich Gottlob Gläser (1749–1804), deutscher Bergbauingenieur, verwendete neben Christian Hieronymus Lommer als einer der Ersten Farben in einer geologischen Karte
- Heinrich Göppert (1800–1884), deutscher Arzt, Paläobotaniker, Untersuchungen in den Kohlevorkommen Schlesiens
- Victor Moritz Goldschmidt (1888–1947), Norwegen (gebürtiger Schweizer), einer der Begründer der modernen Geochemie
- Amadeus William Grabau (1870–1946), deutsch-amerikanischer Paläontologe und Geologe, Kartierung Chinas, Theorien zu Rhythmen im Wachstum der Erdkruste und zur Gebirgsbildung
- Alexander Henry Green (1832–1896), England, geologische Kartierung von Derbyshire und Yorkshire
- George Bellas Greenough (1778–1855), englischer Geologe, Gründer der Geological Society of London, geologische Karte Englands, geologische Karte Indiens 1854
- Amanz Gressly (1814–1865), schweizerischer Geologe und Paläontologe, führte den Begriff Fazies ein
- Sir Richard John Griffith (1784–1878), irischer Geologe, publizierte 1838 die geologische Karte von Irland
- David Tressel Griggs (1911–1974), US-amerikanischer Geophysiker, Arbeiten über Konvektionsströmungen
- Frank Fitch Grout (1880–1958), US-amerikanischer Petrologe, führte Experimente zum Diapirismus durch
- Carl Wilhelm von Gümbel (1823–1898), deutscher Geologie, erforschte die Geologie Bayerns
- Jean-Étienne Guettard (1715–1786), französischer Naturforscher, erstellte 1746 zusammen mit Philippe Buache die erste mineralogisch-geologische Karte (Nordwestfrankreich und Südengland)
- Beno Gutenberg (1889–1960), deutschamerikanischer Seismologe, Entdecker der Asthenosphäre und der Kern-Mantel-Grenze

## H

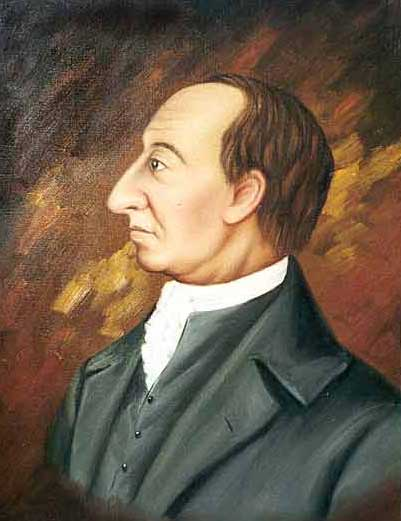
James Hutton

- Julius von Haast (1822–1887), Neuseeland (gebürtiger Deutscher), Gründer des Canterbury Museum
- Sir James Hall (1761–1832), schottischer Geologe, Präsident der Royal Society of Edinburgh
- James Hall (1811–1898), USA, einflussreicher Geologe und Paläontologe, Prinzip der Geosynklinale
- Alfred Harker (1859–1939), englischer Petrograph und Petrologe, ausgedehnte petrologische Studien im Westen Schottlands, führte die nach ihm benannten Diagramme ein
- W. Brian Harland (1917–2003), England, Polargeologe
- Émile Haug (1861–1927), elsässischer Geologe, Beiträge zur Geosynklinaltheorie
- James Edwin Hawley (1897–1965), Kanada, untersuchte die Mineralogie von Erzlagerstätten
- Frank Hawthorne (* 1946), kanadischer Mineraloge und Kristallograph
- Ferdinand Vandeveer Hayden (1829–1887), USA, Pionier der Geologie des amerikanischen Westens
- Bruce C. Heezen (1924–1977), US-amerikanischer Geologe, kartierte als erster den Mittelatlantischen Rücken
- Albert Heim (1849–1937), schweizerischer Geologe, Arbeiten über Verwerfungen und Faltenüberschiebungen
- Harry Hammond Hess (1906–1969), US-amerikanischer Geologe und Ozeanograph
- Henry Hicks (1837–1899), FRS, Präsident der Geological Society.
- Eugene W. Hilgard (1833–1916), USA (gebürtiger Deutscher), Bodenkundler
- Paul F. Hoffman (* 1941), USA und Kanada, entwickelte die Hypothese der Schneeball Erde
- Arthur Holmes (1890–1965), England, Autor von Principles of Physical Geology
- Robert Hooke (1635–1703), englischer Physiker und Mathematiker, Wegbereiter der mikroskopischen Forschung, Gesetz der Elastizität
- William Hopkins (1793–1866), englischer Mathematiker, Physiker und Geologe, Gründer der Physikalischen Geologie, bestritt ein flüssiges Erdinneres unterhalb der Kruste
- Kenneth Jinghwa Hsü (* 1929), USA (gebürtiger Chinese), Autor von The Mediterranean was a Desert (Hypothese von der Austrocknung des Mittelmeers)
- M. King Hubbert (1903–1989), USA, begründete die Theorie des Ölfördermaximums
- Thomas Sterry Hunt (1826–1892), US-amerikanischer Geologe und Chemiker, verwies als erster auf die Abhängigkeit klimatischer Veränderungen vom atmosphärischen CO2-Gehalt
- James Hutton (1726–1797), schottischer Geologe, father of modern geology (Vater der modernen Geologie)

## I
- Joseph Paxson Iddings (1857–1920), US-amerikanischer Petrologe, Mitbegründer der CIPW-Norm
- John Imbrie (1925–2016), Paläoklimatologe, Bestätigung der Milankovic-Theorie der Eiszeiten. MacArthur Fellow.
- Edward A. Irving (1927–2014), Kanadier, benutzte paläomagnetische Methoden zum Nachweis der Kontinentaldrift

## J

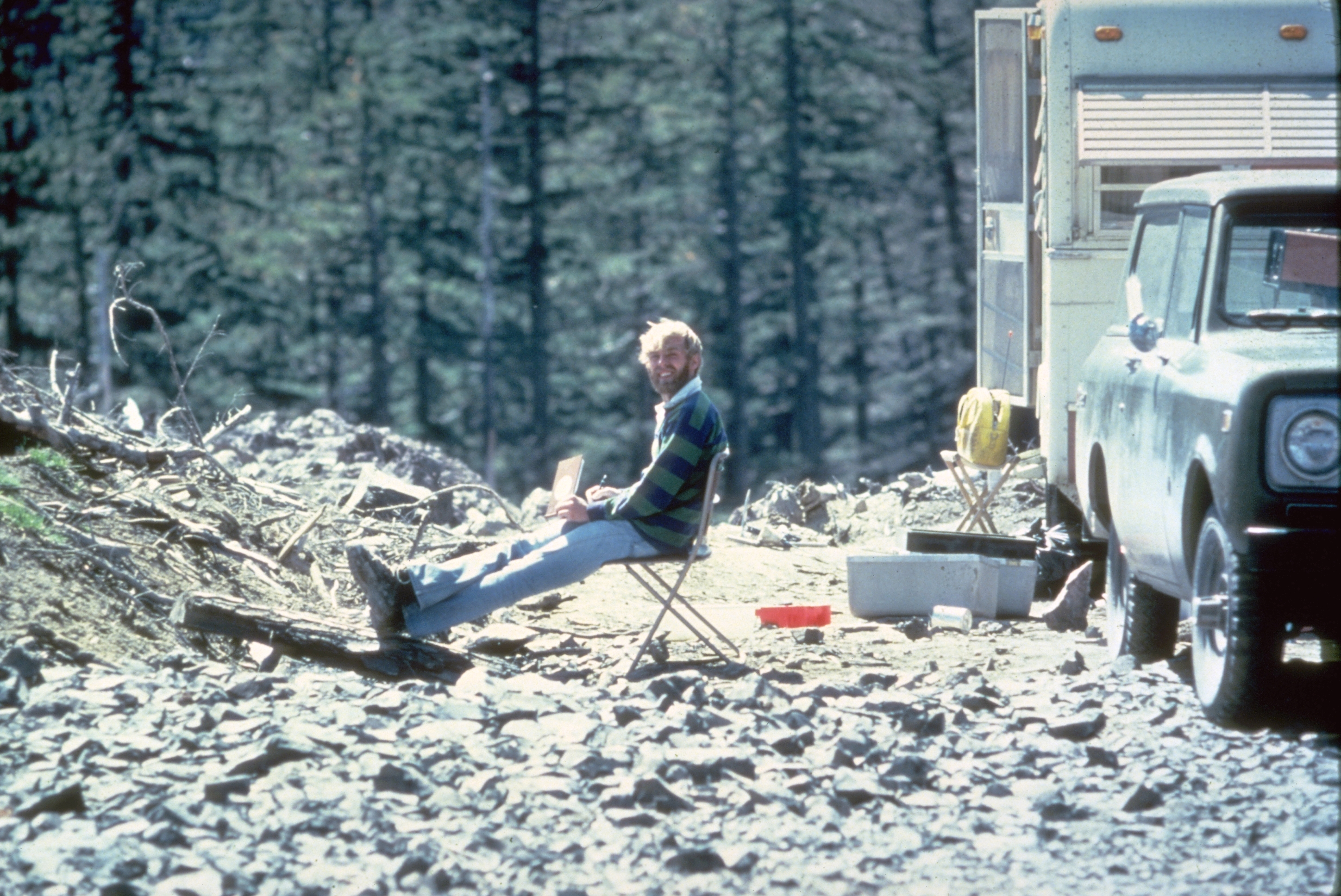
David A. Johnston am Mount St. Helens, 17. Mai 1980

- Harold Jeffreys (1891–1989), englischer Statistiker und Seismologe, lieferte den Beweis für einen flüssigen äußeren Erdkern
- Iwan Jefremow (1908–1972), sowjetischer Paläontologe und Begründer der Taphonomie
- Albert Johannsen (1871–1962), US-amerikanischer Architekt, Geologe und Petrograph, Autor des monumentalen vierbändigen petrographischen Lehrbuchs A descriptive petrography of the igneous rocks
- David A. Johnston (1949–1980), USA, Vulkanologe, kam beim Ausbruch des Mount St. Helens 1980 ums Leben
- John Joly (1857–1933), irischer Geologe und Naturforscher, untersuchte den radioaktiven Zerfall in Mineralen
- Franc Joubin (1911–1997), Kanada (* in den USA), Entdecker der Uranlagerstätte am Elliot Lake

## K

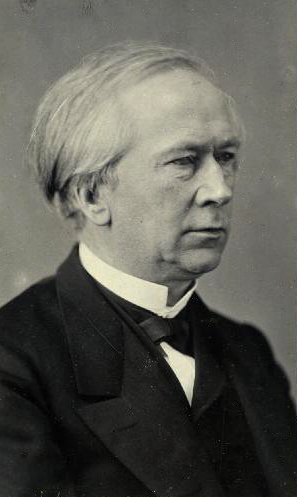
Alexander Graf Keyserling

- Emanuel Kayser (1845–1927), deutscher Geologe und Paläontologe, Autor des seinerzeit weltweit führenden vierbändigen „Lehrbuchs der Geologie“; erster Förderer und geologische Stütze Alfred Wegeners Kontinentalverschiebungstheorie; Disput über CO2-Gehalt der Atmosphäre und Klimawandel
- William Thomson, 1. Baron Kelvin (1824–1907), britischer Physiker, Abschätzung des Erdalters
- Alexander Keyserling (1815–1891), Begründer der Geologie Russlands
- Clarence King (1842–1901), USA, erster Direktor des U.S. Geological Survey
- Athanasius Kircher (1602–1680), deutscher Naturhistoriker und Arzt, Fossilienstudien
- James Kitching (1922–2003), Südafrika, Wirbeltierpaläontologe der Karoo
- Sir Albert Ernest Kitson (1868–1937), australischer (gebürtiger Engländer) Wirtschaftsgeologe, Mineralprospektionen in Afrika
- Maria Wassiljewna Kljonowa (Klenova) (1898–1976), russische Meeresgeologin
- Lauge Koch (1892–1964), dänischer Geologe, kartierte Teile Grönlands
- Ralph von Koenigswald (1902–1982), deutscher/niederländischer Geologe, untersuchte den Javamensch
- Andrew H. Knoll (* 1951), USA, Geologe und Paläontologe der Harvard University
- Leon Knopoff (1925–2011), USA, theoretische Seismologie
- Katia Krafft (1942–1991), französische Vulkanologin und Dokumentarfilmerin
- Maurice Krafft (1946–1991), französischer Vulkanologe und Dokumentarfilmer
- Danie G. Krige (1919–2013), südafrikanischer Bergbauingenieur, Erfinder des Kriging
- M. S. Krishnan (1898–1970), indischer Geologe
- Thomas Edvard Krogh (1936–2008), Kanada, Geochronologe, revolutionierte die Uran-Blei Methode zur radiometrischen Datierung
- William C. Krumbein (1902–1979), USA, anerkannter Sedimentologe

## L

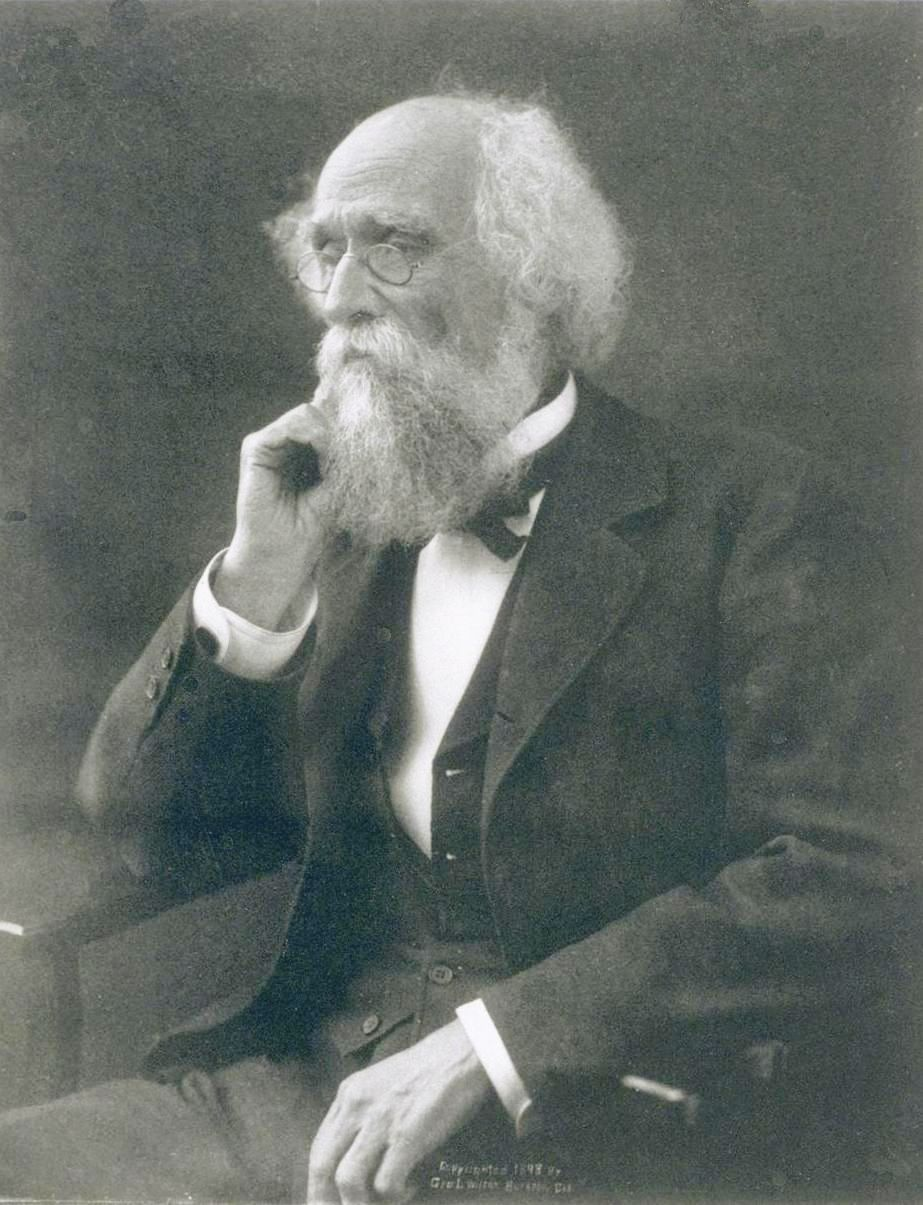
Joseph LeConte

- Alfred Lacroix (1863–1948), französischer Mineraloge und Geologe, veröffentlichte eine Abhandlung über die Mineralogie Frankreichs, Vulkanstudien
- Charles Lapworth (1842–1920), englischer Geologe, errichtete das Ordovizium, bahnbrechender Gebrauch von Leitfossilien
- Andrew Cowper Lawson (1861–1952), USA (* in Schottland), erkannte und benannte die San-Andreas-Verwerfung
- Xavier Le Pichon (1937–2025), französischer Plattentektoniker, Geophysiker
- Richard Leakey (1944–2022), kenianischer Paläontologe
- Joseph LeConte (1823–1901), USA, erster Professor für Geologie an der University of California
- Robert Legget (1904–1994), kanadischer Schriftsteller, Ingenieur und Bodenkundler
- Inge Lehmann (1888–1993), dänische Seismologin, Entdeckerin der Lehmann-Diskontinuität
- Johannes Lehmann-Hohenberg (1851–1925), deutscher Mineraloge und Geologe, Entstehungsprozess metamorpher Gesteine, arbeitete im sächsischen Granulitgebirge
- Johann Gottlob Lehmann (1719–1767), deutscher Geologe und Mineraloge, gilt als Begründer der Stratigraphie
- Gottfried Wilhelm Leibniz (1646–1716), deutscher Philosoph und Universalgelehrter, seine Theorie der Erde erschien posthum als Protogaea
- Luna B. Leopold (1915–2006), herausragender US-amerikanischer Hydrologe
- Waldemar Lindgren (1860–1939), anerkannter schwedischer/US-amerikanischer Geologe und Mineraloge.
- Li Shizhen (1518–1593), chinesischer Mineraloge aus der Ming-Dynastie, Verfasser des Ben cao gang mu
- Martin Lister (1639–1712), England, Pionier der Geologie
- William Edmond Logan (1798–1875), Kanada, gründete den Geological Survey of Canada
- James Lovelock (1919–2022), britischer Wissenschaftler, Erfinder der Gaia-Hypothese
- Sir Charles Lyell (1797–1875), schottischer Geologe, machte den Aktualismus populär, errichtete das Eozän, das Miozän, das Pleistozän und das Pliozän

## M

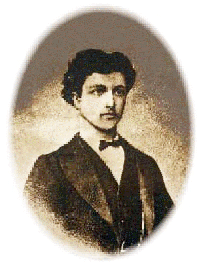
Andrija Mohorovičić, zirka 1880

- John MacCulloch (1773–1835), schottischer Geologe, erstellte die erste geologische Karte von Schottland (erschien posthum 1836)
- J. Ross Mackay (1915–2014), kanadischer Permafrostgeologe
- William Maclure (1763–1840), publizierte die erste geologische Karte der USA (1809)
- Johann Christian Mahr (1787–1869), Geologe und Freund Goethes
- Benoît de Maillet (1656–1738), französischer Diplomat, entwickelte eine evolutionistische Theorie der Erde und postulierte ein sehr hohes Alter
- Othniel Charles Marsh (1831–1899), USA, Pionier der Dinosaurierpaläontologie, Kontrahent der Bone Wars
- Kirtley Fletcher Mather (1888–1978), US-amerikanischer Petrogeologe und Mineraloge, langjährige Professur in Harvard
- Drummond Matthews (1931–1997), britischer Meeresgeologe und Geophysiker, Pionier der Plattentektonik
- Sir Douglas Mawson (1882–1958), australischer Antarktisforscher
- Sir Frederick McCoy (1817–1899), britischer und australischer Paläontologe und Museumsdirektor
- Dan McKenzie (* 1942), britischer Geophysiker, Pionier der Plattentektonik
- Digby McLaren (1919–2004), kanadischer Paläontologe
- Giuseppe Mercalli (1850–1914), italienischer Seismologe und Vulkanologe, entwickelte die Mercalliskala zur Abschätzung der Erdbebenstärke
- Hans Merensky (1871–1952), südafrikanischer Wirtschaftsgeologe, entdeckte bedeutende Diamanten-, Platin-, Chrom- und Kupferlagerstätten, darunter das Merensky Reef
- John C. Merriam (1869–1945), USA, Wirbeltierpaläontologe, untersuchte Fossilien aus den La Brea Tar Pits
- Auguste Michel-Lévy (1844–1911), französischer Geologe, Arbeiten über Granite und metamorphe Nachbargesteine
- John Michell (1724–1793), Geistlicher und Professor in Cambridge, Mitbegründer der Seismologie
- Gerard V. Middleton (1931–2021), kanadischer Sedimentologe
- Milutin Milanković (1879–1958), serbischer Astrophysiker und Mathematiker, stellte die Verbindung Strahlungshaushalt der Erde–Eiszeiten her
- Ludger Mintrop (1880–1956), Begründer der Reflexionsseismik zum Beispiel in der Erdölexploration
- Andrija Mohorovičić (1857–1936), kroatischer Meteorologe und Seismologe, Entdecker der Mohorovičić-Diskontinuität
- Friedrich Mohs (1773–1839), Deutschland, ersann die Mohshärteskala
- James Monger, kanadischer Kordillerengeologe
- W. Jason Morgan (1935–2023), US-amerikanischer Pionier der Plattentektonik
- Anton Lazzaro Moro (1687–1764), italienischer Geistlicher und früher Anhänger des Plutonismus
- Roderick Murchison (1792–1871), Schottland, Autor von The Silurian System (1839), errichtete das Devon, das Kambrium, das Perm und das Silur
- Emiliano Mutti (* 1933), italienischer Erdölgeologe

## N

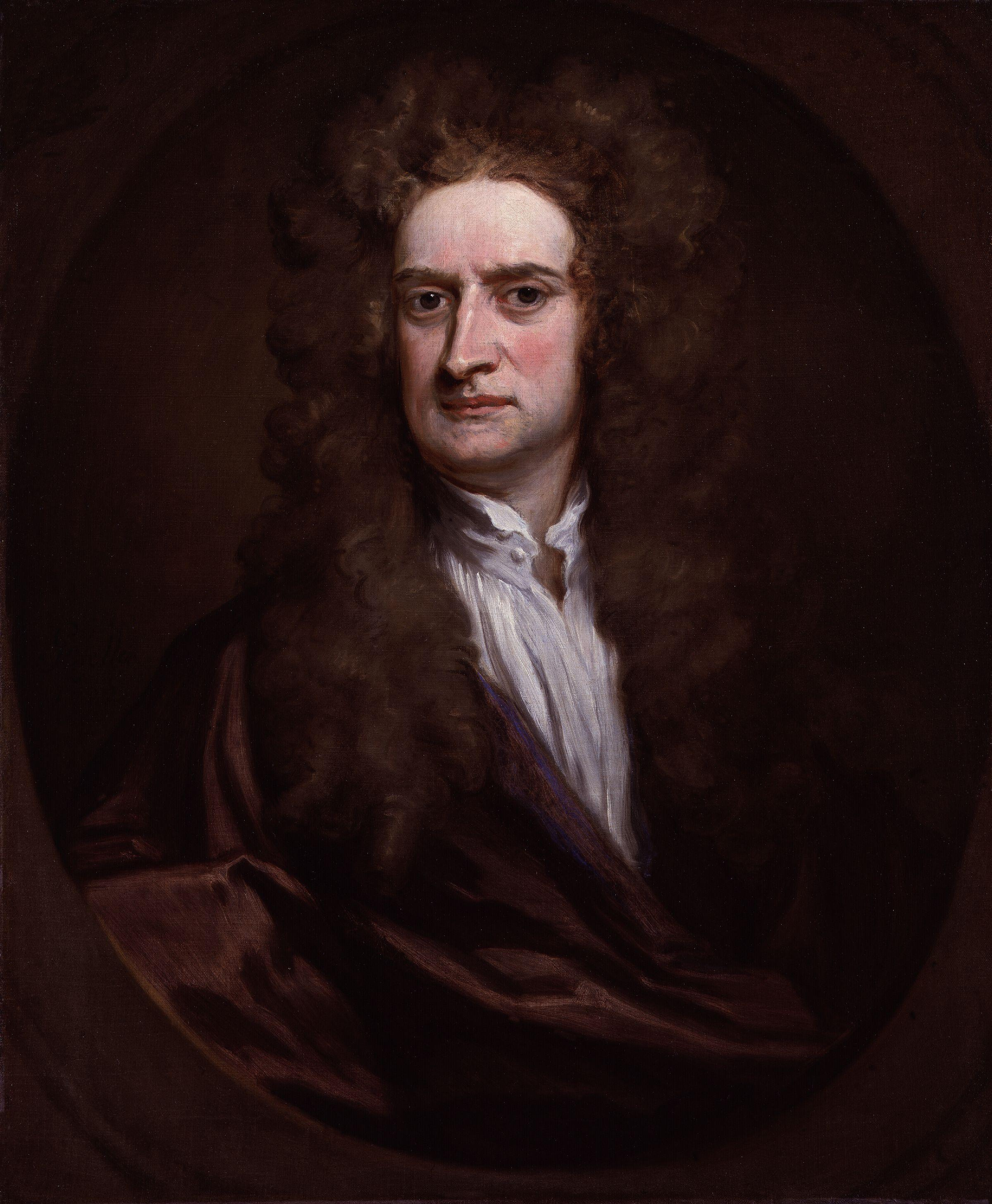
Sir Isaac Newton

- Carl Friedrich Naumann (1797–1873), deutscher Geologe und Kristallograph, erstellte die erste geologische Karte von Sachsen, Theorie der Inlandvereisung
- E. R. Ward Neale (1923–2008), kanadischer Geologe der Atlantischen Provinzen
- Melchior Neumayr (1845–1890), deutscher/österreichischer Paläontologe, arbeitete über Ammoniten des Jura und der Kreide, Kartierungen in Griechenland und in der Ägäis
- John Strong Newberry (1822–1892), USA, Explorateur und Geologe des amerikanischen Westens
- Isaac Newton (1643–1727), englischer Philosoph und Naturwissenschaftler, erkannte die Abplattung der Erde
- William Nicol (1768–1851), schottischer Naturforscher, erstmalige Verwendung von Dünnschliffen in der Mikroskopie, Erzeugung von polarisiertem Licht
- Adolphe Nicolas (1936–2020), französischer Geologe, bedeutender Tektoniker, Arbeiten über die Deformation von Mantelgesteinen
- Paul Niggli (1888–1953), schweizerischer Geowissenschaftler und Kristallograph, führte die Niggli-Werte zur Gesteinsnormierung ein, wichtige Beiträge zur Kristallographie (Niggli-Formel, Begriff des Gitterkomplexes)
- Stephen Robert Nockolds (1909–1990), Petrologe, FRS und Träger der Murchison-Medaille
- Nils Gustaf Nordenskiöld (1792–1866), finnischer/russischer Mineraloge

## O

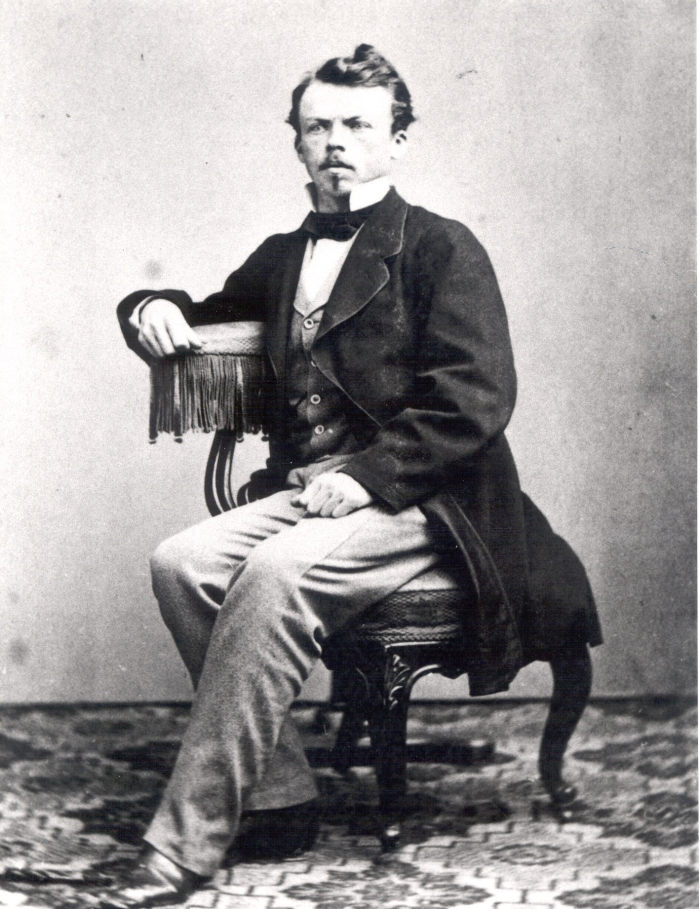
Albert Oppel

- Rudolf Oberhauser (1926–2008), österreichischer Mikropaläontologe und Geologe, Herausgeber des Standardwerkes Der Geologische Aufbau Österreichs
- Hans Oeschger (1927–1998), schweizerischer Klimatologe, Pionier in der Erforschung quartärer Eisbohrkerne, Mitentdecker der Dansgaard-Oeschger-Ereignisse
- Richard Dixon Oldham (1858–1936), irischer Geophysiker und Geologe, konnte P- und S-Wellen unterscheiden, vermutete die Existenz eines flüssigen Erdkerns
- Thomas Oldham (1816–1878), irischer Geologe, erster Direktor des Geological Survey of India (GSI), gründete beim GSI die Zeitschrift Palaeontographica Indica
- Jean Baptiste Julien d’Omalius d’Halloy (1783–1875), belgischer Politiker und Geologe, erste geologische Karte Frankreichs. Er prägte die Bezeichnung Kreide.
- Albert Oppel (1831–1865), deutscher Paläontologe und Stratigraph, führte Studien im Jura durch
- Alcide d’Orbigny (1802–1857), französischer Paläontologe und Zoologe, Untersuchungen an Foraminiferen, Vater der Mikropaläontologie
- Carl Alfred Osann (1859–1923), deutscher Mineraloge und Petrologe, petrographische Arbeiten über Eruptivgesteine, entwickelte das ACF-Diagramm zur Gesteinsklassifikation
- Henry Fairfield Osborn (1857–1935), US-amerikanischer Geologe und Paläontologe
- John Ostrom (1928–2005), US-amerikanischer Dinosaurierpaläontologe, Entdecker des homoiothermen Deinonychus
- David Dale Owen (1807–1860), US-amerikanischer Geologe, erste geologische Untersuchungen in den Bundesstaaten Indiana, Kentucky und Arkansas
- Richard Owen (1804–1892), britischer Zoologe und Paläontologe, prägte den Begriff Dinosaurier

## P

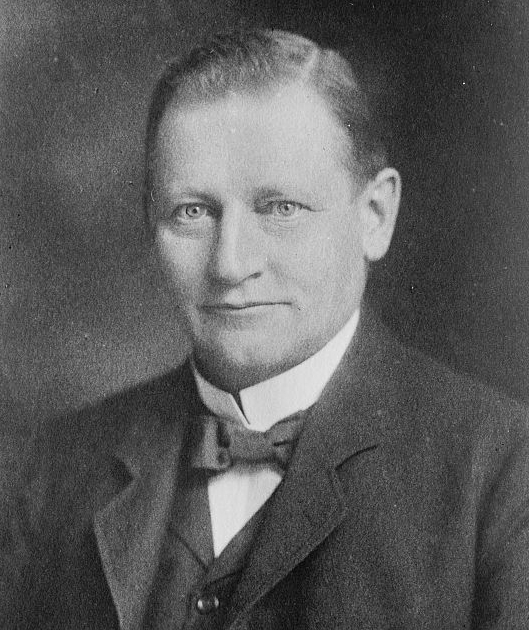
Albrecht Penck

- Werner Paeckelmann (1890–1952), deutscher Geologe, Paläontologe und Kartierer im Rheinischen Schiefergebirge
- Pierre Bernard Palassou (1745–1830), französischer Geologe, erstellte mineralogische Karten der Pyrenäen
- Peter Simon Pallas (1741–1811), deutscher Naturforscher und Geograph, geologische Deutung des Urals, nach ihm wurden die Pallasite benannt
- Clair Cameron Patterson (1922–1995), USA, Geochemiker, kämpfte gegen Bleivergiftung
- Albrecht Penck (1858–1945), deutscher Geomorphologe, untersuchte die Inlandeismassen in Norddeutschland
- Walther Penck (1888–1923), deutscher Geomorphologe, Sohn von Albrecht Penck, studierte die tektonischen und erosiven Auswirkungen auf die Geomorphologie
- Richard Alexander Fullerton Penrose, Jr. (1863–1931), USA, Bergbaugeologe, Stifter der Penrose-Medaille
- Francis John Pettijohn (1904–1999), USA, Sedimentologe
- John Phillips (1800–1874), Geologe in Yorkshire
- John Arthur Phillips (1822–1887), FRS, Geologe in Cornwall, Metallurg und Bergbauingenieur
- Wallace S. Pitcher (1919–2004), britischer Petrologe und bedeutender Granitforscher
- Walter C. Pitman (1931–2019), US-amerikanischer Ingenieur und Geophysiker, Pionier der Plattentektonik, konnte die Symmetrie des magnetischen Streifenmusters am Mittelozeanischen Rücken nachweisen
- Robert Plot (1640–1696), englischer Naturforscher und Chemiker, Forschung über Mineralien
- Larissa Anatoljewna Popugajewa (1923–1977), russische Geologin, die 1954 die erste Diamantmine in Sibirien entdeckte
- John Wesley Powell (1834–1902), USA, ehemaliger Soldat, kartierte den Colorado River, zweiter Direktor des USGS
- John Henry Pratt (1809–1871), englischer Theologe und Mathematiker, Theorie des isostatischen Gleichgewichts
- Frank Press (1924–2020), US-amerikanischer Geophysiker
- Joseph Prestwich (1812–1896), britischer Geologe; vermutlich der letzte bedeutende Verfechter katastrophistischer Vorstellungen in der Geologie des 19. Jahrhunderts
- Raymond A. Price (1933–2024), kanadischer Tektoniker
- Raphael Pumpelly (1837–1923), USA, Geologe und Explorateur

## Q
- Friedrich August von Quenstedt (1809–1889), deutscher Paläontologe und Geologe, Gliederung des Jura
- Terence Thomas Quirke (1886–1947), englischer/US-amerikanischer Geologe, ausgedehnte Studien im Präkambrium Ontarios

## R

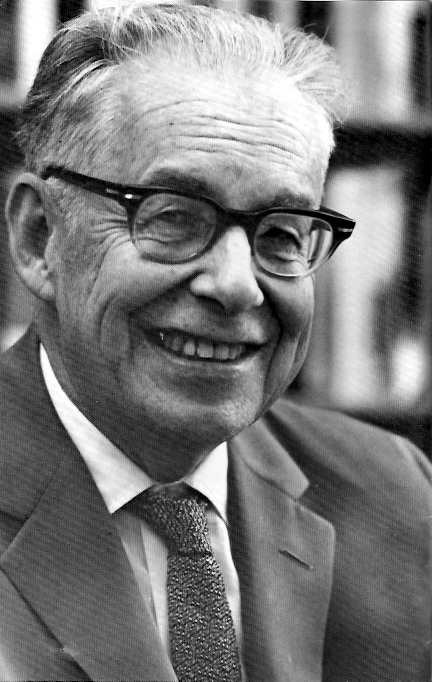
Charles Richter, zirka 1971

- Paul Ramdohr (1890–1985), deutscher Mineraloge und Lagerstättenforscher, Pionier der Erzmikroskopie
- John G. Ramsay (1931–2021), britischer Tektoniker, bedeutende Arbeiten über die Kaledoniden Schottlands, Verfasser mehrerer Standardwerke der Tektonik
- Frederick Leslie Ransome (1868–1935), USA (gebürtiger Engländer), herausragender Wirtschaftsgeologe des USGS
- David M. Raup (1933–2015), USA, Paläontologe, Spezialist für Massenaussterben; Autor von Extinction: Bad Genes or Bad Luck?
- Herbert Harold Read (1889–1970), englischer Petrologe, bedeutende Arbeiten über metamorphe Gesteine und den Ursprung von Granit
- Hans-Erich Reineck (1918–1999), deutscher Geologe und Sedimentologe, ausgedehnte Arbeiten im Wattenmeer, erfand den Kastengreifer, Verfasser des Standardwerkes Depositional Sedimentary Environments
- Charles Francis Richter (1900–1985), US-amerikanischer Seismologe, Erfinder der Richterskala bei Erdbeben
- Ferdinand von Richthofen (1833–1905), deutscher Geologe und Geograph
- Andrés Manuel del Río (1764–1849), spanischer/mexikanischer Mineraloge, Entdecker des Vanadium
- Ralph J. Roberts (1911–2007), US-amerikanischer Geologe
- Alfred Romer (1894–1973), US-amerikanischer Paläontologe, bedeutende Beiträge zur Entwicklung der Wirbeltiere
- Karl Heinrich Rosenbusch (1836–1914), deutscher Mineraloge, Petrograph und Geologe, entwickelte das erste petrographische Mikroskop deutscher Produktion
- Stanley Keith Runcorn (1922–1995), britischer/US-amerikanischer Geophysiker und Pionier der Plattentektonik

## S

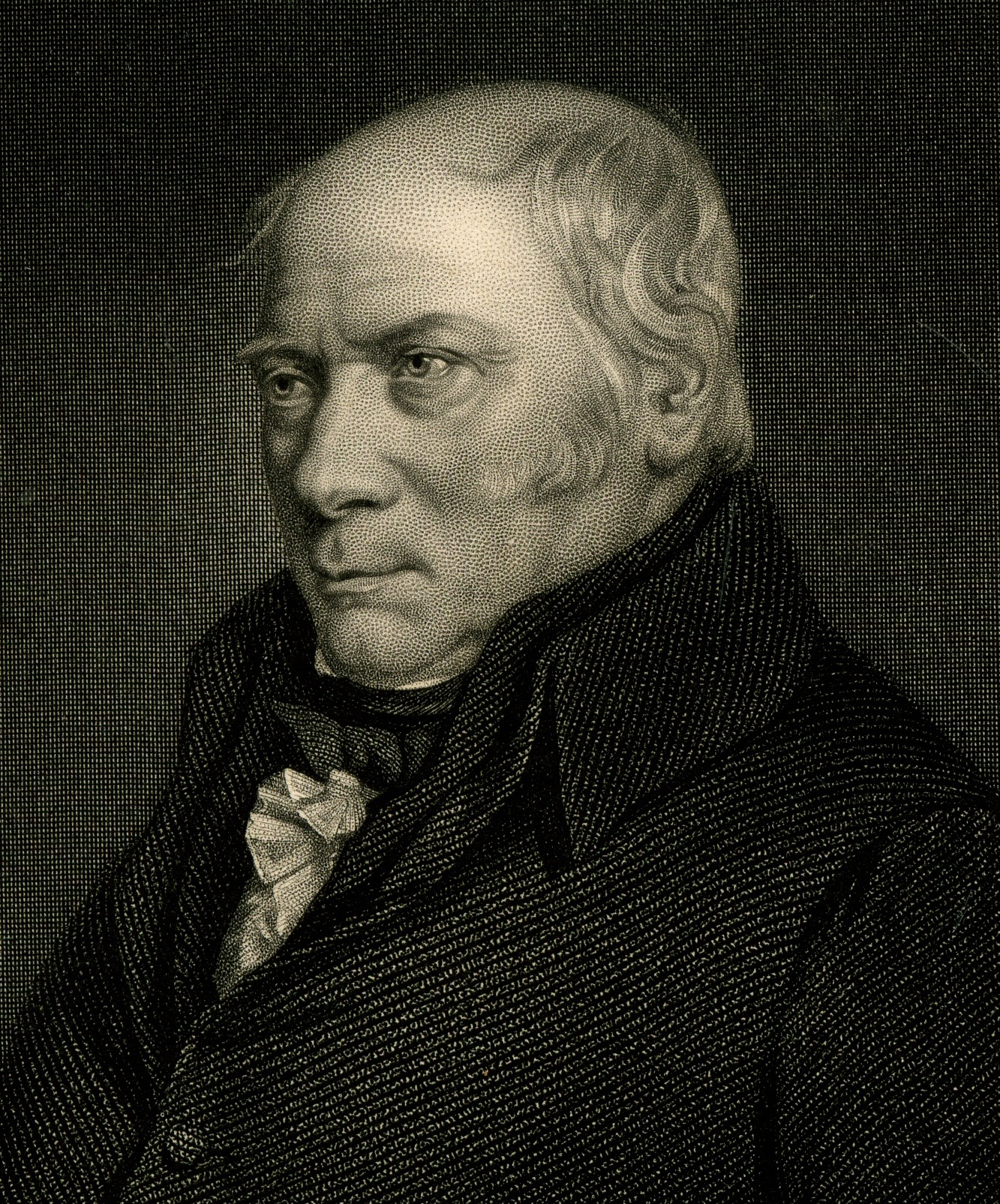
William Smith, Vater der englischen Geologie

- Wolfgang Sartorius von Waltershausen (1809–1876), deutscher Geologe, Studien am Ätna und in Island, Theorie zur Magmenentstehung
- Horace-Bénédict de Saussure (1740–1799), schweizerischer Naturforscher und Botaniker, Begründer der modernen Alpenforschung
- Harrison Schmitt (* 1935), USA, erster Geologe auf dem Mond (Apollo 17)
- Max Schwab (1932–2024), deutscher Geologe
- Martin Schwarzbach (1907–2003), deutscher Paläoklimatologe
- Jakob Johannes Sederholm (1863–1934), finnischer Petrologe, Arbeiten über Rapakivi-Granit und Migmatite
- Adam Sedgwick (1785–1873), England, errichtete die Perioden Devon und Kambrium
- Nicholas Shackleton (1937–2006), britischer Geologe und Klimatologe
- Shen Kuo (1031–1095), chinesischer Universalgelehrter, Pionier des magnetischen Kompasses, theoretische Geomorphologie
- Eugene Shoemaker (1928–1997), USA, Meteoritenforscher, Mitentdecker des Kometen Shoemaker-Levy 9
- Raymond Siever (1923–2004), US-amerikanischer Sedimentologe
- Haraldur Sigurðsson (* 1939), isländischer Geologe, Vulkanologe und Ozeanologe
- George Gaylord Simpson (1902–1984), USA, herausragender Paläontologe
- Ulbo de Sitter (1902–1980), niederländischer Geologe, Untersuchungen in den Alpen und in den Pyrenäen
- William Smith (1769–1839), Gründervater der englischen Geologie
- Su Song (1020–1101), chinesischer Naturforscher und Universalgelehrter, verfasste Abhandlungen über Metallurgie und Mineralogie
- Henry Clifton Sorby (1826–1908), englischer Naturforscher, gilt als Begründer der Sedimentologie, mechanische Entstehung der Schieferung
- Gustav Steinmann (1856–1929), deutscher Geologe, beschrieb das gemeinsame Auftreten von Kieselsedimenten, rotem Tiefseeton und Kissenbasalten in den Alpen (Steinmann-Trinität)
- Alfred Wilhelm Stelzner (1840–1895), deutscher Geologe, Professor an der Bergakademie Freiberg
- Nicolaus Steno (1638–1686), Dänemark, Pionier der neuzeitlichen Geologie
- Hans Stille (1876–1966), deutscher Geologe, Professor in Berlin. Geotektonik und Gebirgsbildung. Gegner von Alfred Wegener.
- Otto Stutzer (1881–1936), deutscher Geologe, Professor an der Bergakademie Freiberg
- Eduard Suess (1831–1914), Österreich (* in England), Prinzip der Eustasie, Tektonik der Alpen, schuf die Begriffe Tethys und Gondwana

## T
- Haroun Tazieff (1914–1998), französischer Politiker und Vulkanologe, Dokumentarfilme über Vulkanausbrüche
- Paul Tapponnier (1947–2023), französischer Tektoniker besonders von Asien. Verwendung von Satelliten für tektonische Untersuchungen.
- Pierre Teilhard de Chardin (1881–1955), französischer Paläontologe und Philosoph, Mitentdecker des Peking-Menschen
- Pierre-Marie Termier (1859–1930), französischer Geologe, Vertreter der Deckentheorie, Erklärung des Tauernfensters
- Karl von Terzaghi (1883–1963), österreichischer Geologe und Ingenieur, gilt als Gründervater der Bodenmechanik
- Marie Tharp (1920–2006), Mitentdeckerin des Mittelozeanischen Rückens
- Lonnie G. Thompson (* 1948), USA, Glaziologe und Eisbohrkern-Klimatologe
- Raymond Thorsteinsson (1921–2012), Kanada, Arktisgeologe
- Alexander Tollmann (1928–2007), österreichischer Geologe und Politiker, Ostalpen-Experte
- Otto Martin Torell (1828–1900), Leiter des Geological Survey of Sweden
- Wilhelm Toussaint von Charpentier (1779–1847), deutscher Geologe und Insektenkundler, bergbauliche Schriften, kolorierte geologische Karte Sachsens
- Rudolf Trümpy (1921–2009), schweizerischer Alpengeologe, Träger der Wollaston- und Penrose-Medaille
- Francis John Turner (1904–1985), Neuseeland, Petrologe magmatischer und metamorpher Gesteine
- Orville Frank Tuttle (1916–1983), US-amerikanischer Petrologe, Pionier von Apparaturen in der experimentellen Petrologie, Granitforschung
- Joseph Tyrrell (1858–1957), kanadischer Paläontologe, nach ihm wurde das Royal Tyrrell Museum of Palaeontology benannt

## U
- Jan Umbgrove (1899–1954), niederländischer Geologe, untersuchte die Paläogeographie Niederländisch-Indiens

## V

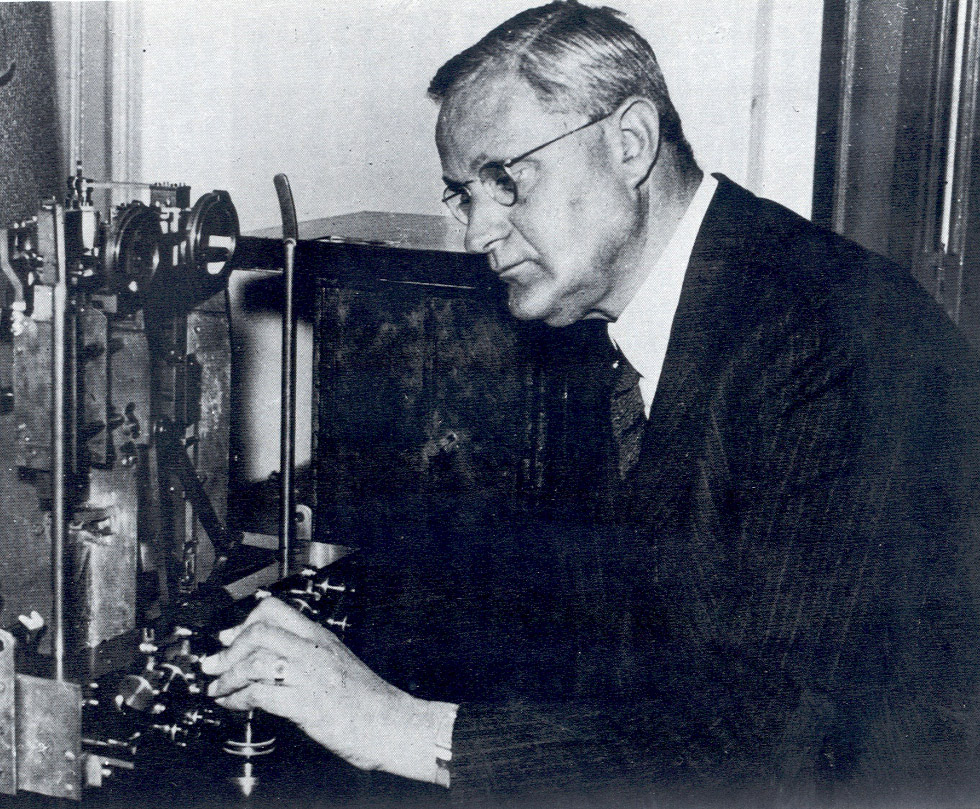
Felix Andries Vening Meinesz

- Peter Vail (1930–2024), US-amerikanischer Geologe, initiierte die Sequenzstratigraphie
- Charles Louis de la Vallée-Poussin (1827–1903), belgischer Geologe und Mineraloge
- Jan Veizer (* 1941), kanadischer Isotopengeochemiker
- Ignaz Venetz (1788–1859), schweizerischer Ingenieur, Botaniker und Glaziologe, Mitbegründer der Eiszeit-Theorie
- Felix Andries Vening Meinesz (1887–1966), holländischer Geophysiker und Spezialist für gravimetrische Geodäsie
- Leonardo da Vinci (1452–1519), italienischer Maler, Bildhauer, Architekt und Naturphilosoph. Erklärung der Fossilentstehung.
- Frederick Vine (1939–2024), britischer Meeresgeologe, Geophysiker und Pionier der Plattentektonik
- Wolf von Engelhardt (1910–2008), deutscher Geologe und Mineraloge, arbeitete in der ungefalteten Molasse am Alpennordrand, Mitverfasser von Sediment-Petrologie

## W

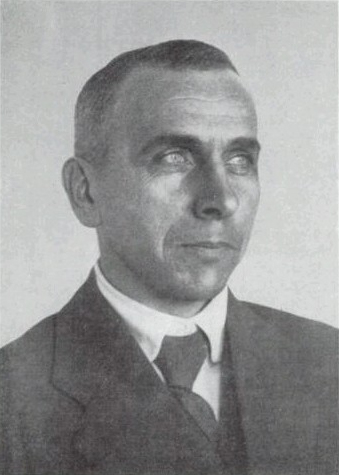
Alfred Wegener, zirka 1925

- Kiyoo Wadati (1902–1995), japanischer Seismologe, Erstentdecker der Wadati-Benioff-Zone
- Lawrence Wager (1904–1965), britischer Geologe und Explorateur, Entdecker der Skaergaard-Intrusion
- Gerald Joseph Wasserburg (1927–2016), US-amerikanischer Geologe, bedeutende Arbeiten auf dem Gebiet der Isotopengeochemie, der Kosmochemie und der Meteoritenkunde
- Thomas Webster (1773–1844), schottischer Architekt und Geologe, Arbeiten im Londoner Becken und im Hampshire-Becken, Beginn der historischen Geologie
- Karl Hans Wedepohl (1925–2016), deutscher Geochemiker, Elementverteilung in der Erdkruste
- Alfred Wegener (1880–1930), deutscher Meteorologe, Pionier der Kontinentaldrift
- César Eugène Wegmann (1896–1982), schweizerischer Geologe, Entstehung der Granite durch Migmatisierung
- Abraham Gottlob Werner (1749–1817), Deutschland, Begründer des Neptunismus
- Wladimir Iwanowitsch Wernadski (1863–1945), russischer Pionier der Geochemie und der Biogeochemie
- Josiah Whitney (1819–1896), Chef des California Geological Survey, der Mt. Whitney wurde nach ihm benannt
- Emil Wiechert (1861–1928), deutscher Geophysiker und Seismologe, Professor in Göttingen
- Harold Williams (1934–2010), Geologe der Atlantischen Provinzen
- Bailey Willis (1857–1949), US-amerikanischer Geologe, Erklärungsversuch zur Entstehung der Appalachen
- John Tuzo Wilson (1908–1993), kanadischer Geophysiker und Plattentektoniker, Arbeiten über Hot Spots, der Wilson-Zyklus wurde nach ihm benannt
- Paul Woldstedt (1888–1973), deutscher Quartär-Forscher

## Y
- Hatten S. Yoder, Jr. (1921–2003), US-amerikanischer Petrologe und Geochemiker, experimentell petrologische Studien unter Hochdruck-Hochtemperaturbedingungen

## Z

Karl Bernhard Zoeppritz

- Peter A. Ziegler (1928–2013), schweizerischer Explorationsgeologe, untersuchte den Einfluss der Tektonik auf die Sedimentation
- Ferdinand Zirkel (1838–1912), deutscher Geologe, Pionier bei der mikroskopischen Untersuchung von Mineralien und Gesteinen
- Karl Zoeppritz (1881–1908), deutscher Geophysiker, bedeutende seismologische Arbeiten
- Henk Zwart (1924–2012), niederländischer Tektoniker, Untersuchung von Gebirgsbildungsprozessen